# RTV8
RTV8 was een lokale publieke radio omroep voor de gemeente Dronten. De officiële naam is 'Stichting Lokale Omroep Dronten'.

## Geschiedenis
De stichting lokale omroep Dronten is in 2010 opricht. De gemeenteraad van de gemeente die een besluit moest nemen over de aanwijzing van de omroep besloot in september 2010 om geen advies uit te brengen. Aangezien de mediawet de eis stelt dat er dan wel een positief dan wel een negatief advies wordt gegeven, heeft het Commissariaat voor de Media de gemeenteraad taakverwaarlozing verweten. Hierdoor moest het college van B&W een advies uitbrengen over de omroep. Dit is in januari 2011 gebeurd. In februari 2011 is de omroep aangewezen als publieke lokale omroep door het Commissariaat voor de Media. De omroep kreeg in oktober 2011 groen licht van de gemeenteraad van Dronten voor een subsidie van € 20.000 per jaar.
Aanvankelijk zou de omroep RTV-Flevo gaan heten, omdat Omroep Flevoland het te veel op hun naam vond lijken is er een andere naam gekozen. Deze is tot de proefuitzending met audio begonnen geheim gebleven.

## Uitzendingen
Rtv8 is op 19 februari 2012 begonnen met proefuitzendingen. De eerste week was er alleen stilte te horen en sinds 3 maart 2012 is er ook audio en nieuws te horen. De officiële start van de omroep vond plaats op 1 april 2012.
De reguliere programmering was gevuld met verschillende gevarieerde programma's zoals de Drontense Jukebox, Rock the Night, de Slagerparade, Rebelicious, de Avondshow, Movienation, de Radiospits, Reuring!, Lekker Live en Weekendbreak. Bij grote evenementen werd er soms ook live verslag gedaan. Zo was de omroep aanwezig bij de intocht van Sinterklaas, dodenherdenking en de Meerpaaldagen. Bij het laatstgenoemde evenement werd er drie dagen achter elkaar live radio gemaakt vanuit de backstage van het evenement. Er werd verslag gedaan van alles wat er op en rond het podium gebeurde, artiesten werden geïnterviewd en de optredens werden live op de radio uitgezonden. De omroep was bij alle edities vanaf 2012 tot en met 2015 aanwezig. Vanaf 14 oktober 2015 werd er doordeweeks ook elk uur een gepresenteerd lokaal nieuws blok uitgezonden.

## Frequenties
Rtv8 zond in de ether uit op 107,4 MHz. Via de kabel waren ze te ontvangen op 91,1 MHz (UPC).

## Faillissement
De gemeente Dronten besloot half 2015 om de subsidie die de omroep kreeg voor de tweede helft van het jaar niet uit te betalen. De gemeente verweet de stichting dat zij niet aan de mediawet voldeed die voorschrijft dat er een minimaal aantal uur aan informatie, cultuur en educatie moet worden besteed op de radio. Het bezwaar van de omroep dat het voor een volledig op vrijwilligers draaiende stichting geen sinecure is om aan die eis te voldoen, en dat het stopzetten van de subsidie geen mogelijkheid geeft om hier nog meer aan te voldoen. Verder zou het betekenden dat de huur- en stroomrekening niet betaald konden worden. De voorzieningenrechter in Utrecht heeft op 27 oktober 2015 deze bezwaren van tafel geveegd en de gemeente Dronten in het gelijk gesteld. Na een vergadering met vrijwilligers en bestuur van de stichting is er besloten om op 1 november het faillissement aan te vragen, waarmee er een einde is gekomen aan de Stichting Lokale Omroep Dronten.